# Pel davant i pel darrera
Pel davant i pel darrera (títol original en anglès, Noises Off) és una obra de teatre de Michael Frayn, estrenada a Londres l'any 1982 i que va estar nominat al Premi Tony a la millor obra l'any 1984.
Es tracta d'una comèdia de teatre dins el teatre, on uns actors principiants que van a fer una gira (en la versió catalana, per Espanya) representant un vodevil però, a mesura que passen els dies i la gira comença a acabar, es veu el darrere de l'escenari i els embolics que hi ha entre tots els personatges. Ha estat traduïda a 28 idiomes i s'ha representat en 50 països diferents.
L'autor va escriure un esquetx de 8 minuts per a una gala benèfica a encàrrec d'Elisabet II del Regne Unit, i un productor que ho va veure li va donar un xec dient que es quedava l'obra sencera, de manera que Frayn va haver d'escriure ràpidament tot el text, però va conservar aquest esquetx en el segon acte.

## Versió en català
La versió catalana és una adaptació de Paco Mir, supervisada per Michael Frayn i dirigida per Alexander Herold.
L'any 1985 es va estrenar a Barcelona una versió bilingüe en català i castellà, amb Juanjo Puigcorbé, Mario Gas i Montse Guallar. El 1996 es va tornar a representar als teatres Victòria i Goya, i en conjunt aquests dos muntatges van superar els 750.000 espectadors. La versió de 2002 es va estrenar al Teatre Borràs, amb els actors Abel Folk, Mercè Comes, Rosa Andreu i Àlex Casanovas com a part del repartiment, i va ser vista per prop de 140.000 espectadors. L'any 2010 es va tornar a representar al Teatre Borràs, i era interpretada inicialment per Pep Planas, Rosa Gàmiz, Anna Barrachina, Enric Majó, Miquel Sitjar i Dafnis Balduz, entre d'altres. L'any 2018 s'estrena la cinquena temporada de l'obra al Teatre-Auditori de Sant Cugat i seguidament es trasllada al Teatre Borràs de Barcelona, és interpretada per Laia Alsina, Lloll Bertran, Agnès Busquets, Bernat Cot, Jordi Díaz, Carme Pla, Xavier Serrat, Miquel Sitjar i Lluís Villanueva. Finalment l'espectacle emprèn una gira per diversos teatres catalans, entre ells el Teatre Kursaal de Manresa.